# Task State Segment
Task State Segment (TSS) je segment stavu úlohy. Slouží k uložení kontextu procesoru, kterému je odebráno řízení. Každá úloha má svůj vlastní Task State Segment. Na segment TSS ukazuje popisovač systémového segmentu, který je uložen pouze v GDT (Global Descriptor Table). V registru TR je uložen selektor na TSS úlohy, kterou momentálně zpracovává procesor.